# Francis (Utah)
Francis is een plaats (town) in de Amerikaanse staat Utah, en valt bestuurlijk gezien onder Summit County.

## Demografie
Bij de volkstelling in 2000 werd het aantal inwoners vastgesteld op 698.
In 2006 is het aantal inwoners door het United States Census Bureau geschat op 889, een stijging van 191 (27,4%).

## Geografie
Volgens het United States Census Bureau beslaat de plaats een oppervlakte van
4,6 km², geheel bestaande uit land. Francis ligt op ongeveer 2000 m boven zeeniveau.

## Plaatsen in de nabije omgeving
De onderstaande figuur toont nabijgelegen plaatsen in een straal van 16 km rond Francis.